# Larry Gatlin

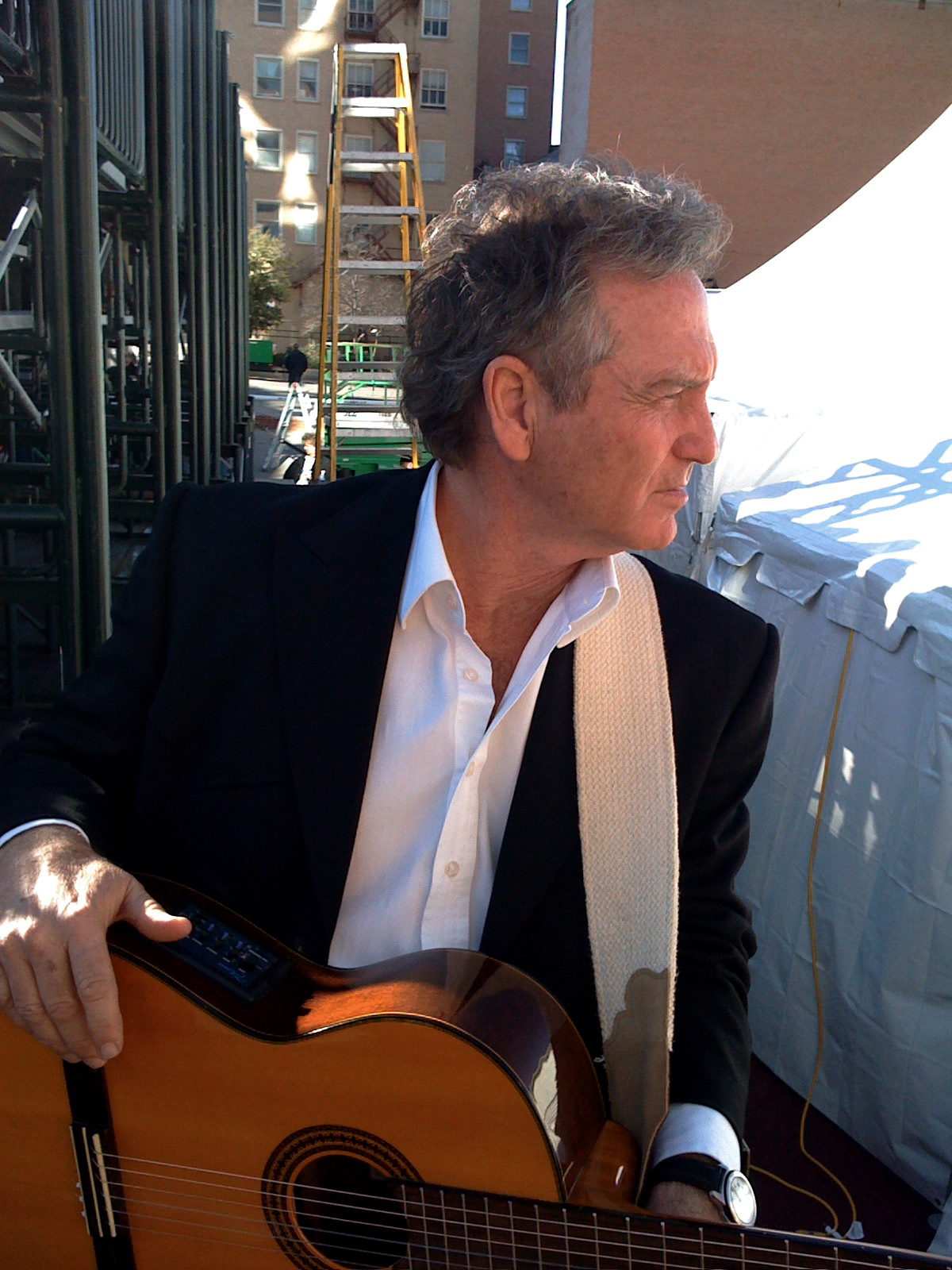
Larry Gatlin (2009)

Larry Wayne Gatlin (* 2. Mai 1948 in Seminole, Texas) ist ein US-amerikanischer Country-Musiker und Songwriter, der mit seinen Brüdern Steve (* 4. April 1951) und Rudy (* 20. August 1952) als „Larry Gatlin & The Gatlin Brothers“ in den 1980er Jahren erfolgreich war.

## Anfänge
Den ersten öffentlichen Auftritt hatte Gatlin im Alter von sechs Jahren. Begleitet von seinen jüngeren Brüdern Steve und Rudy nahm er an einem Talentwettbewerb teil. Bereits in frühen Jahren entwickelten die drei einen an die Everly Brothers angelehnten Close-Harmony-Stil, mit dem sie überwiegend Gospelsongs vortrugen. Eine Zeit lang traten sie jeden Sonntag im Programm einer lokalen Radiostation auf.
Nach seinem Schulabschluss wechselte Gatlin mit einem Stipendium zur University of Houston, wo er sich der Gospel-Gruppe „The Imperials“ anschloss. In Las Vegas, wo die Imperials im Rahmen der Jimmy Dean Show auftraten, lernte er Dottie West kennen und stellte ihr einige selbstgeschriebene Songs vor. West nahm zwei seiner Songs auf und wurde fortan zu seiner Förderin.

## Karriere
Dottie West holte ihn Anfang der siebziger Jahre nach Nashville und verschaffte ihm eine Anstellung als Songwriter in ihrem neu gegründeten Musikverlag. Daneben arbeitete er als Backgroundsänger in der Begleitband von Kris Kristofferson, für den er auch einige Songs schrieb. Auf Vermittlung von Kristofferson erhielt Gatlin 1973 vom Monument-Label einen Schallplattenvertrag. Zur Produktion seines ersten Albums, The Pilgrim, holte er seine Brüder nach Nashville, die zwischenzeitlich gemeinsam mit einer Schwester die Gruppe Young Country gegründet hatten. Aus dem Album wurden einige Singles ausgekoppelt, die sich im mittleren Bereich der Country-Top-100 platzieren konnten.
Auch beim nächsten und übernächsten Album wirkten seine Brüder mit. Die Single Broken Lady erreichte 1976 den fünften Platz und wurde im Folgejahr mit einem Grammy als bester Country-Song des Jahres ausgezeichnet. Im gleichen Jahr trat Gatlin erstmals in der Grand Ole Opry auf. Den ersten Nummer-1-Hit schaffte er 1978 mit I Just Wish You Were Someone I Love.
1979 wechselte er zum Columbia-Label. Von diesem Moment an bezeichneten sich die Brüder als „Larry Gatlin & The Gatlin Brothers“. Aus dem Solisten mit Begleitgruppe war eine Band geworden. Bereits die erste Single, All The Gold In California, erreichte Platz eins der Country-Charts und wurde Single des Jahres der Academy of Country Music. Die 1980er Jahre wurden zum erfolgreichsten Jahrzehnt der Gatlins. Allerdings konnte sich bei weitem nicht jeder Song in der Top-20 platzieren. Der nächste Nummer-1-Hit, Houston (Means I'm One Day Closer To You), gelang erst 1984. Anschließend kam es zu einer Karrierepause, als Larry Gatlin seine Alkohol- und Drogensucht in einer Entzugsklinik bekämpfte. Auch seine Brüder schafften es, vom Alkohol loszukommen.
Das Comeback gelang. Bereits 1986 hatten sie mit She Used To Be Somebody’s Baby ihren nächsten Top-10-Hit. Seit ihrem Wechsel zum Columbia-Label orientierte sich ihre Musik zunehmend Richtung Mainstream und Pop. Die Verkaufszahlen gaben ihnen recht. Dennoch begann Ende des Jahrzehnts ihre Popularität zu schwinden. Ein Wechsel zum Capitol-Label 1989 konnte den Trend nicht aufhalten. 1992 unternahmen die Gatlins ihre offizielle Abschiedstournee (nach zehnjähriger Pause nahmen sie ab 2003 ihre öffentlichen Auftritte wieder auf). Sie spielten für kleinere Labels aber weiterhin Alben ein. Larry Gatlin übernahm 1993 eine Rolle in dem Broadway-Musical Will Rogers Follies.

## Diskografie

### Studioalben
| Jahr                               | Titel Musiklabel                                   | Höchstplatzierung, Gesamtwochen, AuszeichnungChartplatzierungen (Jahr, Titel, Musiklabel, Platzierungen, Wochen, Auszeichnungen, Anmerkungen) | Höchstplatzierung, Gesamtwochen, AuszeichnungChartplatzierungen (Jahr, Titel, Musiklabel, Platzierungen, Wochen, Auszeichnungen, Anmerkungen) | Anmerkungen |
| Jahr                               | Titel Musiklabel                                   | US | Country | Anmerkungen |
| ---------------------------------- | -------------------------------------------------- | --- | --- | ----------- |
| Soloalben                          |                                                    | | |             |
|                                    |                                                    | | |             |
| 1973                               | The Pilgrim Monument                               | — | Country33 (17 Wo.)Country |             |
| 1974                               | Rain / Rainbow Monument                            | — | Country37 (3 Wo.)Country |             |
| 1975                               | High Time Monument                                 | — | Country14 (… Wo.)Country |             |
| 1976                               | Larry Gatlin with Family and Friends Monument      | — | Country24 (11 Wo.)Country |             |
| 1977                               | Love Is Just a Game Monument                       | — | Country7 (59 Wo.)Country |             |
| 1978                               | Oh! Brother Monument                               | — | Country7 (… Wo.)Country |             |
| Larry Gatlin & The Gatlin Brothers |                                                    | | |             |
|                                    |                                                    | | |             |
| 1979                               | Straight Ahead Columbia                            | US— PlatinUS | Country7 (70 Wo.)Country |             |
| 1980                               | Help Yourself Columbia                             | — | Country11 (26 Wo.)Country |             |
| 1981                               | Not Guilty Columbia                                | — | Country10 (30 Wo.)Country |             |
| 1982                               | Sure Feels Like Love Columbia                      | — | Country18 (28 Wo.)Country |             |
| 1982                               | A Gatlin Family Christmas Columbia                 | — | Country40 (5 Wo.)Country |             |
| 1984                               | Houston to Denver Columbia                         | — | Country9 (30 Wo.)Country |             |
| 1985                               | Smile Columbia                                     | — | Country35 (24 Wo.)Country |             |
| 1986                               | Partners Columbia                                  | — | Country13 (50 Wo.)Country |             |
| 1988                               | Alive & Well…Livin’ in the Land of Dreams Columbia | — | Country46 (15 Wo.)Country |             |
| 1989                               | Pure ’n Simple Columbia                            | — | Country49 (10 Wo.)Country |             |

Weitere Studioalben
- 1990: Cookin’ Up a Storm (Capitol)
- 1990: Christmas with the Gatlins (Intersound)
- 1991: Greatest Hits Encore
- 1992: Adios (Liberty)
- 1993: Moments To Remember (Branson)
- 1994: Cool Water (Intersound)
- 1998: In My Life (Soloalbum, CEMA)
- 2004: Sing Their Family Gospel Favorites
- 2009: Pilgrimage
- 2015: The Gospel According to Gatlin

### Livealben
- 1990: Live at 8:00 PM
- 2004: Live at Billy Bob’s Texas

### Kompilationen
| Jahr | Titel Musiklabel                             | Höchstplatzierung, Gesamtwochen, AuszeichnungChartplatzierungen (Jahr, Titel, Musiklabel, Platzierungen, Wochen, Auszeichnungen, Anmerkungen) | Höchstplatzierung, Gesamtwochen, AuszeichnungChartplatzierungen (Jahr, Titel, Musiklabel, Platzierungen, Wochen, Auszeichnungen, Anmerkungen) | Anmerkungen |
| Jahr | Titel Musiklabel                             | US | Country | Anmerkungen |
| ---- | -------------------------------------------- | --- | --- | ----------- |
| 1978 | Larry Gatlin’s Greatest Hits Vol. 1 Monument | US— GoldUS | Country10 (40 Wo.)Country |             |
| 1980 | Greatest Hits Columbia                       | — | Country22 (53 Wo.)Country |             |
| 1983 | Greatest Hits Vol. II Columbia               | — | Country22 (31 Wo.)Country |             |

Weitere Kompilationen
- 1987: 17 Greatest Hits
- 1988: Biggest Hits
- 1991: All the Gold
- 1998: Super Hits
- 2000: 16 Biggest Hits

### Singles
| Jahr                               | Titel Album                                                  | Höchstplatzierung, Gesamtwochen, AuszeichnungChartplatzierungen (Jahr, Titel, Album, Platzierungen, Wochen, Auszeichnungen, Anmerkungen) | Höchstplatzierung, Gesamtwochen, AuszeichnungChartplatzierungen (Jahr, Titel, Album, Platzierungen, Wochen, Auszeichnungen, Anmerkungen) | Anmerkungen      |
| Jahr                               | Titel Album                                                  | US | Country | Anmerkungen      |
| ---------------------------------- | ------------------------------------------------------------ | --- | --- | ---------------- |
| Solosingles                        |                                                              | | |                  |
|                                    |                                                              | | |                  |
| 1973                               | Sweet Becky Walker The Pilgrim                               | — | Country40 (13 Wo.)Country |                  |
| 1974                               | Bitter They Are Harder They Fall The Pilgrim                 | — | Country45 (12 Wo.)Country |                  |
| 1974                               | Delta Dirt Rain / Rainbow                                    | US84 (4 Wo.)US | Country14 (15 Wo.)Country |                  |
| 1975                               | Let’s Turn the Lights On –                                   | — | Country71 (7 Wo.)Country |                  |
| 1975                               | Broken Lady With Family and Friends                          | — | Country5 (19 Wo.)Country |                  |
| 1976                               | Warm and Tender With Family and Friends                      | — | Country43 (9 Wo.)Country |                  |
| 1976                               | Statues Without Hearts High Time                             | — | Country5 (16 Wo.)Country |                  |
| 1977                               | Anything but Leavin’ Love Is Just a Game                     | — | Country12 (11 Wo.)Country |                  |
| 1977                               | I Don’t Wanna Cry Love Is Just a Game                        | — | Country3 (16 Wo.)Country |                  |
| 1977                               | Love Is Just a Game                                          | — | Country3 (14 Wo.)Country |                  |
| 1978                               | I Just Wish You Were Someone I Love Love Is Just a Game      | — | Country1 (16 Wo.)Country |                  |
| 1978                               | Night Time Magic Oh Brother                                  | — | Country2 (14 Wo.)Country |                  |
| 1978                               | Do It Again Tonight Oh Brother                               | — | Country13 (11 Wo.)Country |                  |
| 1978                               | I’ve Done Enough Dyin’ Today Oh Brother                      | — | Country7 (14 Wo.)Country |                  |
| Larry Gatlin & The Gatlin Brothers |                                                              | | |                  |
|                                    |                                                              | | |                  |
| 1979                               | All the Gold in California Straight Ahead                    | — | Country1 (15 Wo.)Country |                  |
| 1979                               | The Midnight Choir Straight Ahead                            | — | Country43 (8 Wo.)Country |                  |
| 1980                               | Taking Somebody with Me When I Fall Straight Ahead           | — | Country12 (12 Wo.)Country |                  |
| 1980                               | We’re Number One Straight Ahead                              | — | Country18 (13 Wo.)Country |                  |
| 1980                               | Take Me to Your Lovin’ Place Help Yourself                   | — | Country5 (17 Wo.)Country |                  |
| 1981                               | It Don’t Get No Better Than This Help Yourself               | — | Country25 (11 Wo.)Country |                  |
| 1981                               | Wind Is Bound to Change Help Yourself                        | — | Country20 (12 Wo.)Country |                  |
| 1981                               | What Are We Doin’ Lonesome Not Guilty                        | — | Country4 (17 Wo.)Country |                  |
| 1982                               | In Like with Each Other Not Guilty                           | — | Country15 (13 Wo.)Country |                  |
| 1982                               | She Used to Sing on Sunday Not Guilty                        | — | Country19 (12 Wo.)Country |                  |
| 1982                               | Sure Feels Like Love                                         | — | Country5 (19 Wo.)Country |                  |
| 1983                               | Almost Called Her Baby by Mistake Sure Feels Like Love       | — | Country20 (15 Wo.)Country |                  |
| 1983                               | Easy on the Eye Sure Feels Like Love                         | — | Country32 (11 Wo.)Country |                  |
| 1983                               | Houston (Means I’m One Day Closer to You) Houston to Denver  | — | Country1 (22 Wo.)Country |                  |
| 1984                               | Denver Houston to Denver                                     | — | Country7 (18 Wo.)Country |                  |
| 1984                               | The Lady Takes the Cowboy Everytime Houston to Denver        | — | Country3 (24 Wo.)Country |                  |
| 1985                               | Runaway Go Home Smile                                        | — | Country43 (13 Wo.)Country |                  |
| 1986                               | Nothing but Your Love Matters Smile                          | — | Country12 (21 Wo.)Country |                  |
| 1986                               | She Used to Be Somebody’s Baby Partners                      | — | Country2 (22 Wo.)Country |                  |
| 1986                               | Talkin’ to the Moon Partners                                 | — | Country4 (21 Wo.)Country |                  |
| 1987                               | From Time to Time (It Feels Like Love Again) Partners        | — | Country21 (12 Wo.)Country | mit Janie Fricke |
| 1987                               | Changin’ Partners Partners                                   | — | Country16 (15 Wo.)Country |                  |
| 1988                               | Love of a Lifetime Alive & Well…Livin’ in the Land of Dreams | — | Country4 (21 Wo.)Country |                  |
| 1988                               | Alive and Well Alive & Well…Livin’ in the Land of Dreams     | — | Country34 (13 Wo.)Country |                  |
| 1989                               | When She Holds Me Pure ’n Simple                             | — | Country54 (7 Wo.)Country |                  |
| 1989                               | I Might Be What You’re Looking For Pure ’n Simple            | — | Country37 (10 Wo.)Country |                  |
| 1989                               | #1 Heartache Place Pure ’n Simple                            | — | Country51 (8 Wo.)Country |                  |
| 1990                               | Boogie and Beethoven Cookin’ Up a Storm                      | — | Country65 (6 Wo.)Country |                  |

Weitere Singles
- 1990: Country Girl Heart
- 1992: Pretty Woman Have Mercy
- 2009: Johnny Cash Is Dead (And His House Burned Down)
- 2009: Sweet Becky Walker
- 2010: Penny Annie
- 2010: If I Ever See Utah
- 2011: Black Gold
- 2011: Americans, That’s Who
- 2014: An American with a Remington
- 2016: Stand Up and Say So